# Adobe ColdFusion
In informatica ColdFusion è una tecnologia server creata da Allaire, ora distribuita da Adobe, che elabora pagine con l'estensione .cfm, .cfml e .cfc. Si serve del linguaggio di programmazione CFML (ColdFusion Markup Language), supportato anche da molti altri Java EE application server.
Venne distribuito per la prima volta nel 1995, e l'ultima versione è stata resa disponibile a maggio 2012. È un linguaggio di scripting server-side, come ad esempio PHP, ASP e Perl. Nella versione 9 (ottobre 2009) vengono migliorate la possibilità di inserire componenti AJAX e l'integrazione con le piattaforme Adobe Flash, Adobe Flex e Adobe AIR, grazie all'inclusione dello strumento Flash Builder 4 all'interno di ColdFusion Builder.

## Cronologia delle versioni
- 1995 : Allaire Cold Fusion versione 1.0
- 1996 : Allaire Cold Fusion versione 1.5
- 1996 : Allaire Cold Fusion versione 2.0
- giugno 1997 : Allaire Cold Fusion versione 3.0
- gennaio 1998 : Jan Allaire Cold Fusion versione 3.1
- novembre 1998 : Allaire ColdFusion versione 4.0 (lo spazio tra Cold e Fusion viene rimosso)
- novembre 1999 : Allaire ColdFusion versione 4.5
- giugno 2001 : Macromedia ColdFusion versione 5.0
- Maggio 2002 : Macromedia ColdFusion MX version 6.0 (build 6.0.0.48097), Updater 1 (build 6.0.0.52311), Updater 2 (build 6,0,0,55693), Updater 3 (build 6,0,0,58500)
- ottobre 2003 : Macromedia ColdFusion MX version 6.1 (build 6.1.0.63958), Updater 1 (build 6.1.0.83762)
- 2005 : Macromedia ColdFusion MX 7 (build 7.0.0.91690), 7.0.1 (build 7.0.1.116466), 7.0.2 (build 7.0.2.142559)
- 30 luglio 2007 : Adobe ColdFusion 8 (build 8.0.0.176276)
- 3 aprile 2009 : Adobe ColdFusion 8.0.1 (build 8.0.1.195765)
- 5 ottobre 2009 : Adobe ColdFusion 9 (build 9.0.0.251028)
- 15 luglio 2010 : Adobe ColdFusion 9 (build 9.0.1.274733)
- 15 maggio 2012 : Adobe ColdFusion 10
- 29 aprile 2014 : Adobe ColdFusion 11
- 16 febbraio 2016 : Adobe ColdFusion 12 (rinominato in Coldfusion 2016)

## Adobe ColdFusion 10
La versione 10 di ColdFusion è stata confermata durante l'Adobe MAX 2010. Il nome in codice è ZEUS ma è chiamato anche ColdFusion X. L'edizione definitiva è uscita il 15 maggio 2012 in versione developer, standard ed enterprise.

## Esempi di codice
Creare un PDF da un URL
```
<cfdocument src="http://www.google.com" format="PDF" filename="#expandPath( './Google.pdf' )#" />
```

Creare un PDF da un documento Word
```
<cfdocument srcfile="#expandPath( 'Guida a ColdFusion.doc' )#" format="PDF" filename="#expandPath( './word-a-pdf.pdf' )#" />
```

Invio di una e-mail
```
<cfmail to="to@domain.com" from="from@domain.com" server="smtp.domain.com" 
username="username" password="password" subject="Hello world!">
Hello world ! Il corpo della mail.
</cfmail>

```

## Frameworks
- ModelGlue MVC (Model View Controller a invocazione implicita)
- ColdSpring IOC Inversion of control e AOP Aspect Oriented Programming
- FW1 Framework one MVC framework in un solo CFC
- ColdBox MVC framework
- Event manager in un solo CFC
- Event manager  framework